# Die Sechsunddreißig Unsterblichen der Dichtkunst des Mittelalters
Die Sechsunddreißig Unsterblichen der Dichtkunst des Mittelalters (jap. 中古三十六歌仙, Chūko Sanjūrokkasen) ist eine Gruppe ausgezeichneter Dichter, die in einem Wettstreit der „Unsterblichen der Dichtkunst“ (Kasen) von Fujiwara no Norikane (1107–1165) ausgewählt wurden. „Mittelalter“ (中古 chūko) bezieht sich hier auf die Heian-Zeit.
1. Sei Shōnagon (清少納言)
2. Izumi Shikibu (和泉式部)
3. Sagami (相模)
4. Egyō Hōshi (恵慶法師)
5. Akazome Emon (赤染衛門)
6. Fujiwara no Michinobu (藤原道信)
7. Nōin Hōshi (能因法師)
8. Taira no Sadafumi (平貞文)
9. Kiyohara no Fukayabu (清原深養父)
10. Uma no Naishi (馬内侍)
11. Fujiwara no Yoshitaka (藤原義孝)
12. Ōe no Chisato (大江千里)
13. Fujiwara no Sadayori (藤原定頼)
14. Jōtō Monin no Chūjō (上東門院中将)
15. Murasaki Shikibu (紫式部)
16. Fujiwara no Michitsuna no Haha (道綱卿母)
17. Fujiwara no Nagatō (藤原長能)
18. Ariwara no Muneyana (在原棟梁)
19. Fujiwara no Michimasa (藤原道雅)
20. Kanemi-ō (兼覧王)
21. Ise no Taifu (伊勢大輔)
22. Sone no Yoshitada (曾禰好忠)
23. Fun’ya no Yasuhide (文屋康秀)
24. Fujiwara no Tadafusa (藤原忠房)
25. Sugawara no Sukeoki (菅原輔昭)
26. Ōe no Masahira (大江匡衡)
27. Ampō Hōshi (安法法師)
28. Ōe no Yoshitoki (大江嘉言)
29. Minamoto no Michinari (源道済)
30. Dōmyō Ajari (道命阿闍梨)
31. Zōki Hōshi (増基法師)
32. Ariwara no Motokata (在原元方)
33. Fujiwara no Sanekata (藤原実方)
34. Fujiwara no Kintō (藤原公任)
35. Ōnakatomi no Sukechika (大中臣輔親)
36. Fujiwara no Takatō (藤原高遠)